# Hystrichopauropus portitor
Hystrichopauropus portitor är en mångfotingart som först beskrevs av Paul Auguste Remy 1942.  Hystrichopauropus portitor ingår i släktet Hystrichopauropus och familjen fåfotingar. Inga underarter finns listade i Catalogue of Life.